# Восточная улица (Екатеринбург)
Восто́чная (бывшая Бульварная, 2-я Восточная) — улица, проходящая через Кировский, Железнодорожный и Октябрьский административные районы города Екатеринбурга (жилые микрорайоны Центр, Пионерский) и ряд других.
Пересекает с севера на юг центральную часть города Екатеринбурга между улицами Челюскинцев и Ткачей. Протяжённость улицы — 4785 м. Современное название улицы сохранилось с XIX века.
С середины XIX века улица долгое время была восточной границей города Екатеринбурга, за ней начинался лес, болотистые участки которого питали водой левобережные притоки реки Исети. В настоящее время — одна из центральных улиц города и важная автодорожная магистраль.
Среди достопримечательностей — Красный дом по адресу ул. Восточная, 31а.

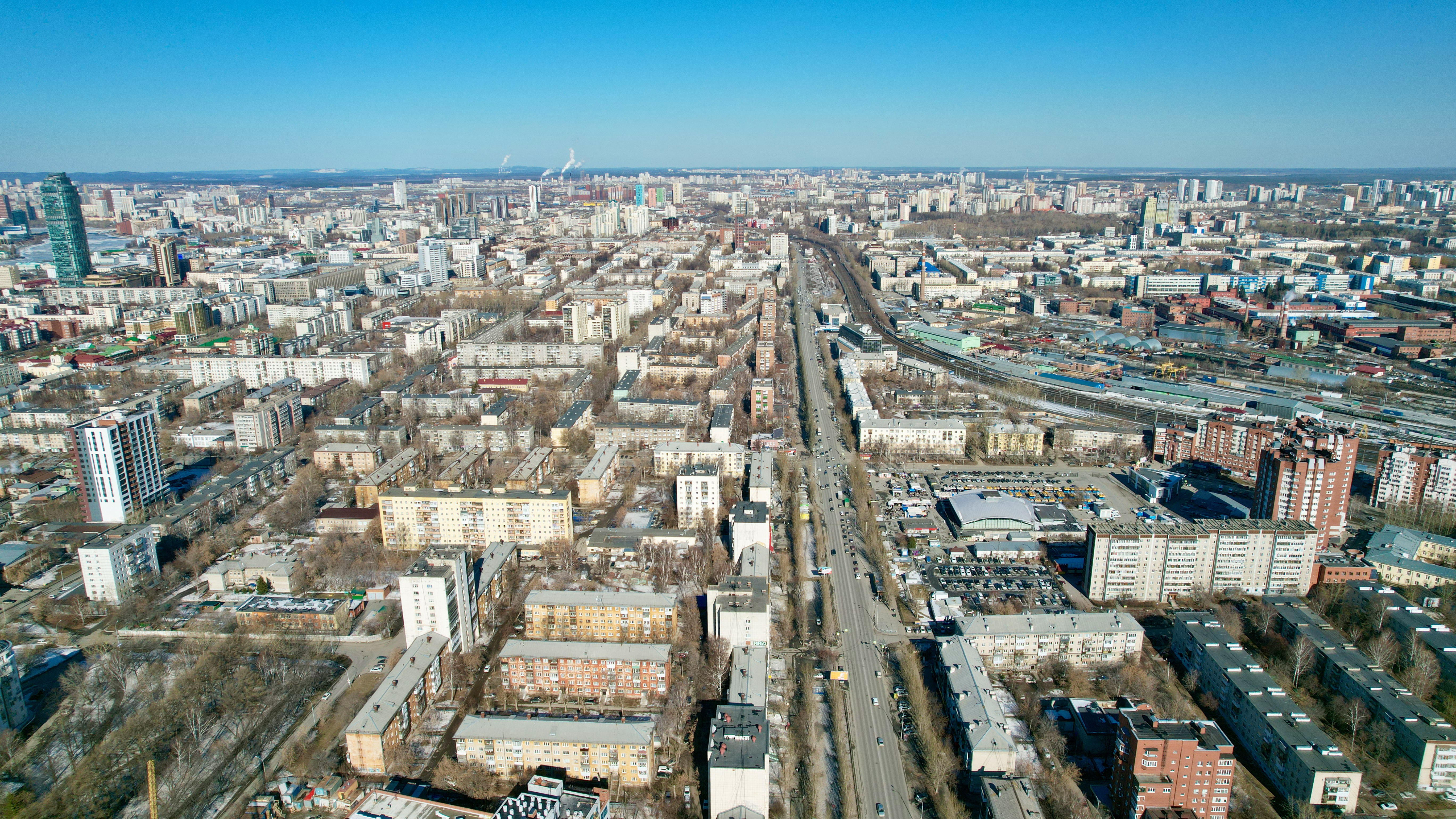
Вид с высоты на север от улицы Декабристов
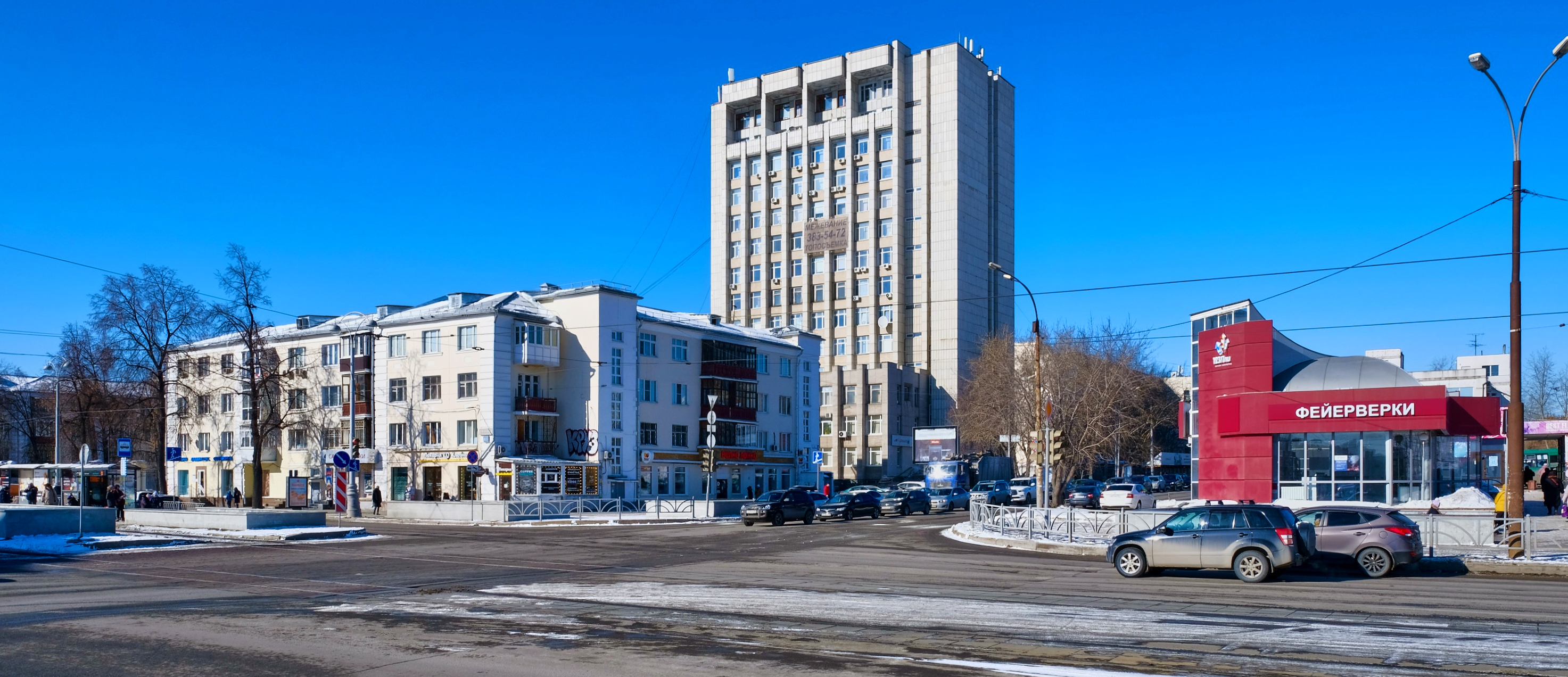
Перекрёсток с проспектом Ленина
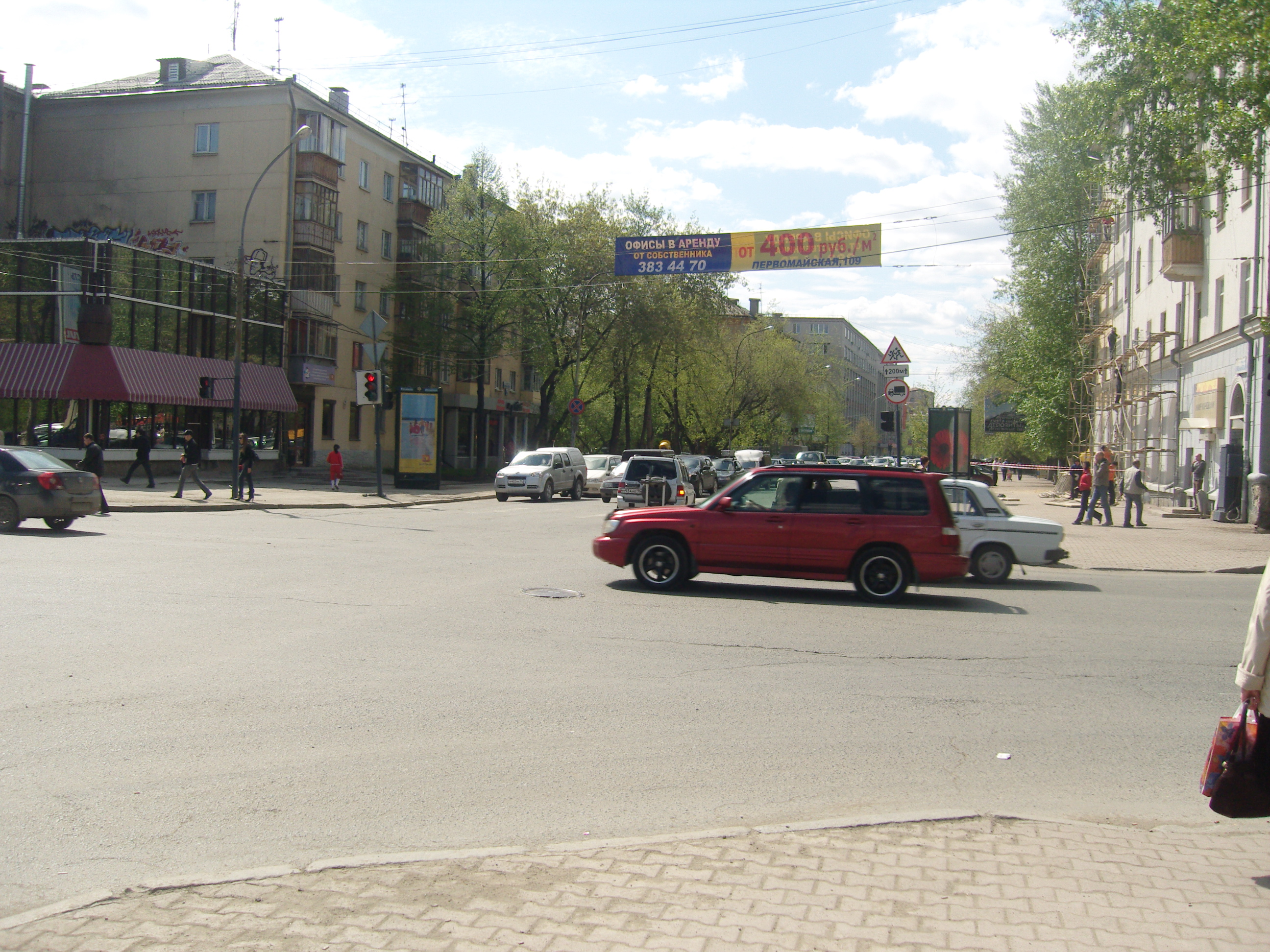
Перекрёсток с ул. Первомайской
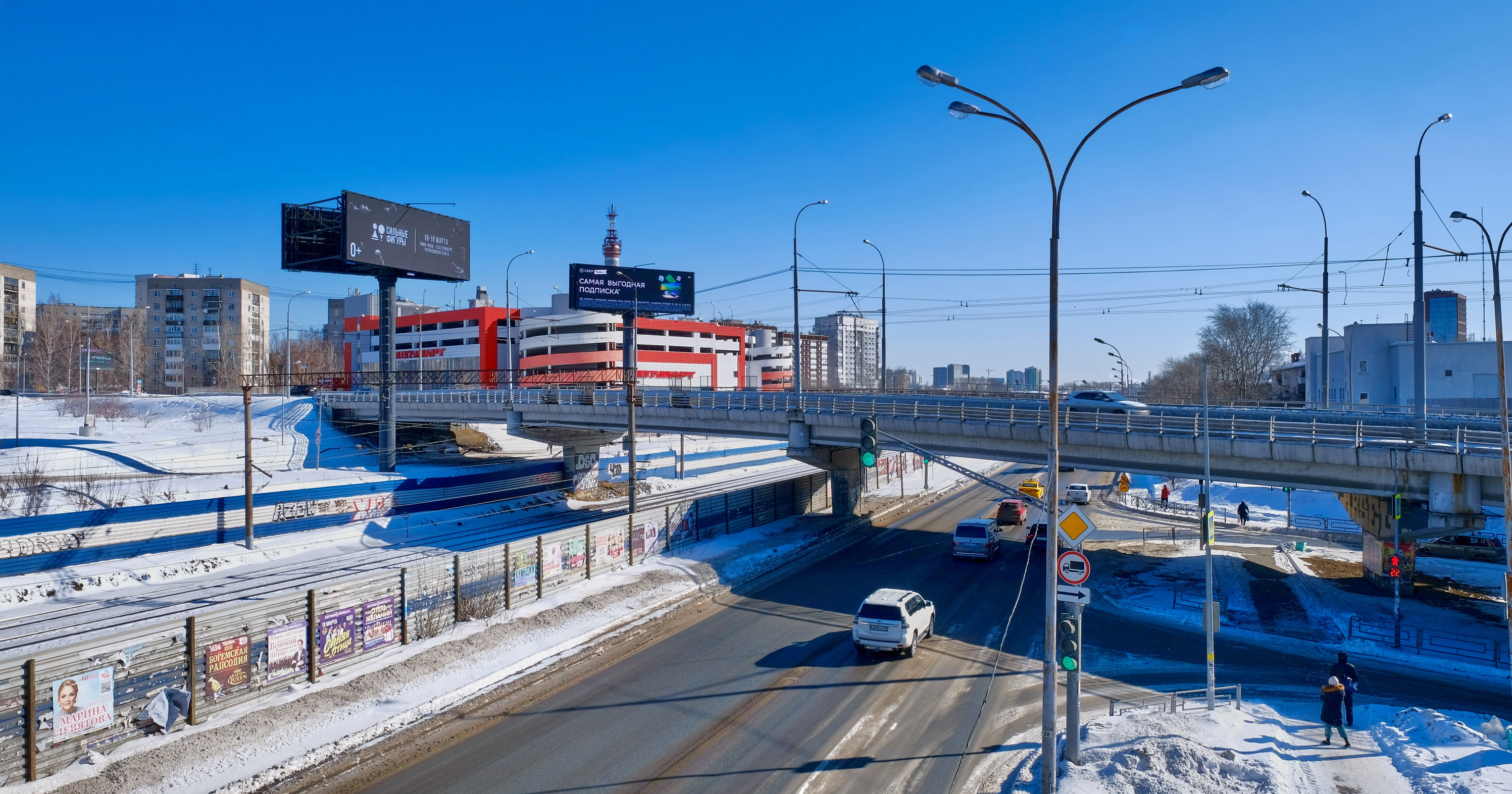
Путепровод на перекрёстке с улицей Шевченко
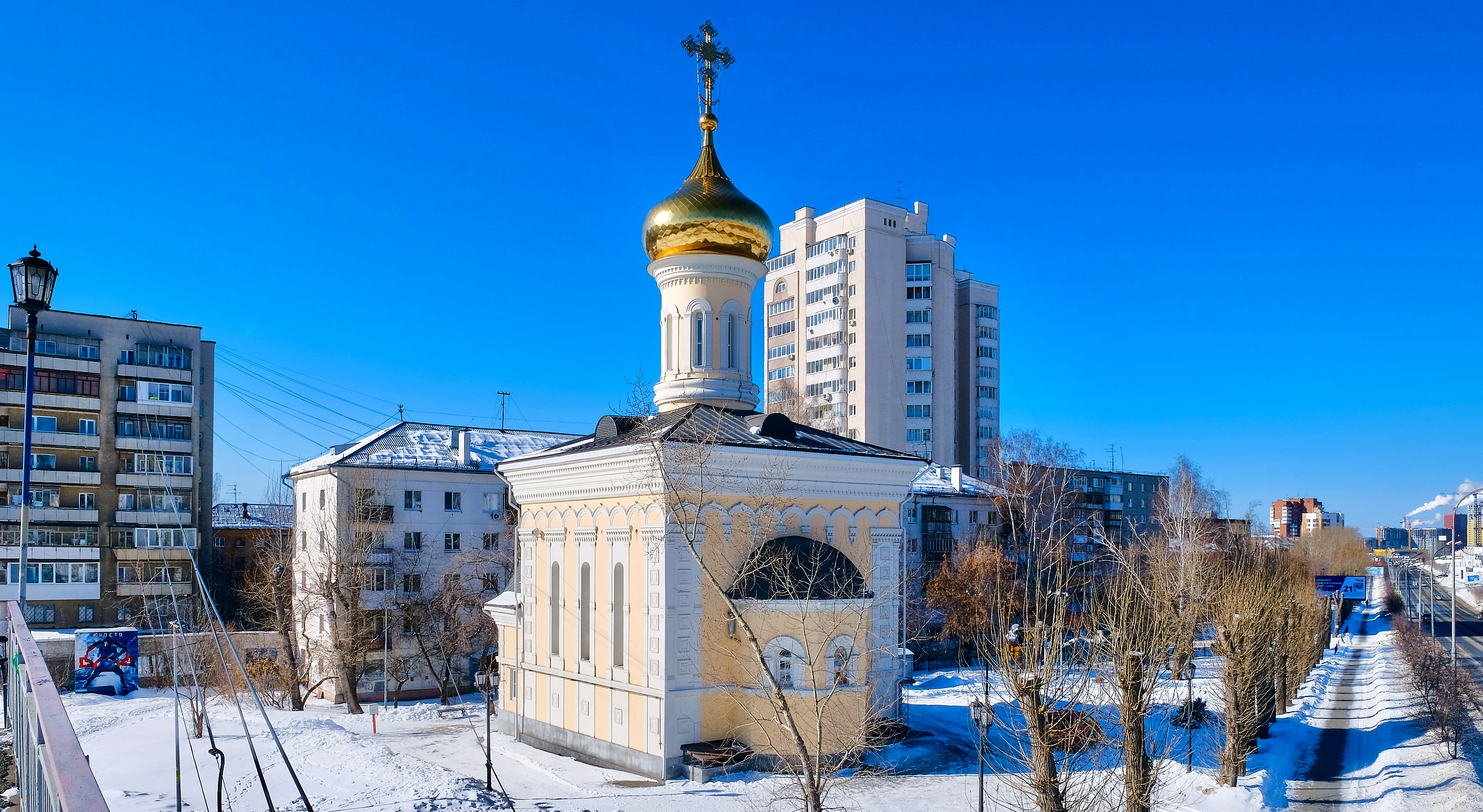
Храм в честь иконы Божьей Матери Порт-Артурская (ул. Восточная, 30а)

## Электронные ресурсы
Слукин В. М. Блюхера, ул. // Энциклопедия Екатеринбурга [Электрон. ресурс] : электронная энциклопедия. — Электрон. дан. и прогр. — Екатеринбург. : ИИиА УрО РАН, год не указан. — 1 электрон. опт. диск (CD-ROM)